# Hyakujuu Sentai Gaoranger
Hyakujuu Sentai Gaoranger (百獣戦隊ガオレンジャー (Bách thú Chiến đội Gaoranger) Hyakujū Sentai Gaorenjā), dịch là Chiến đội Bách thú Gaoranger, là series kỷ niệm thứ 25 của dòng phim Super Sentai, do Toei Company sản xuất và phát sóng song song với series Kamen Rider Agito. Bản Mỹ hóa mang tên Power Rangers: Wild Force và bản lồng tiếng Hàn mang tên Power Rangers: Jungle Force.
Tại Việt Nam, bộ phim được hãng phim Phương Nam mua bản quyền và phát hành với tên 5 anh em siêu nhân Gaoranger, nhưng trong phim người đọc thuyết minh dịch là Anh em chiến binh Gao. Ngoài ra còn có tên gọi khác là Năm anh em siêu nhân và Siêu nhân Gao. Trước khi Hãng phim Phương Nam có bản quyền Gaoranger của Toei trong năm 2003 thì 1 số đơn vị phát hành phim tư nhân cũng thuyết minh và đĩa lậu được phát hành tràn lan trên thị trường.

## Cốt truyện
1000 năm trước, Org - giống nòi ác quỷ sinh ra từ sự đau khổ, tiêu cực của con người trỗi dậy với âm mưu phá huỷ thế giới, nhưng đã bị các Chiến binh Gao cổ xưa, cùng với GaoGod, Pháp sư Murasaki cùng các Power Animal đánh bại. Cuối cùng, các Highness Duke Org (ハイネスデュークオルグ Hainesu Dūku Orugu) đã kết hợp tạo thành Hyakkimaru (Bách Quỷ Hoàn) - vị vua Org với sức mạnh hủy diệt, và GaoGod đã bị đánh bại. Để có đủ sức mạnh tiêu diệt Hyakkimaru, một chiến binh Gao là Shirogane đã liều mình sử dụng Mặt nạ Sói đen, triệu hồi sức mạnh ác quỷ và tiêu diệt thành công Hyakkimaru. Nhưng hậu quả là tà khí từ chiếc mặt nạ chiếm lấy thể xác và tâm trí, biến anh thành Duke Org - Rouki. Anh phải cầu xin các đồng đội phong ấn mình lại. Thế giới từ đó yên bình trở lại.
1000 năm sau, Org lại trỗi dậy, và 5 chiến binh được lựa chọn bởi các Power Animal ở thời hiện đại phải từ bỏ cuộc sống hiện tại để chống lại chúng dưới cái tên Chiến đội bách thú Gaoranger.

## Nhân vật

### Gaoranger
- Gao Red - Shishi Kakeru (獅子 走 (Sư Tử Tẩu) Shishi Kakeru?)

Một bác sỹ thú y thân thiện, nhiệt tình và tốt bụng. Anh gia nhập nhóm Gaoranger trễ nhất nhưng vì được GaoLion chọn nên liền trở thành đội trưởng. Tuy nhiên, việc này lại khiến Kakeru ban đầu không được lòng mọi người. Nhưng thời gian cùng nhau chiến đấu giúp đã anh được các thành viên công nhận, coi anh là đội trưởng đích thực của họ. Kakeru muốn bảo vệ tất cả sự sống và có khả năng thấu hiểu động vật khi nhắm mắt lại, nhưng không thể làm tương tự với Org vì chúng không có linh hồn. Sau khi tiêu diệt Vua Org Senki (Thiên Quỷ), Kakeru trở lại công việc bác sỹ thú y. Nhiều năm sau, nhóm hải tặc vũ trụ Gokaiger đến Trái Đất đối đầu với đế quốc Zangyack và cần có quyền năng của Gaoranger, anh đồng ý giao quyền năng cho họ và cho phép họ sử dụng sức mạnh của GaoLion để chiến đấu.
- Vũ khí: Thú Hoàng Kiếm (JyuOhKen), LionFang - GaoManeBuster
- Power Animal: GaoLion, GaoGorrila, GaoFalcon, GaoKong (xuất hiện trong movie)
- Gao Yellow - Washio Gaku (鷲尾 岳 (Tựu Vĩ Nhạc) Washio Gaku?)

Một cựu lính Không quân, sở thích chơi ukulele, hát karaoke và hay chèn những từ tiếng Anh trong lời nói. Anh được GaoEagle chọn và là thành viên đầu tiên của Gaoranger nhưng điều này khiến anh mất tích khỏi lực lượng suốt hơn 1 năm. Ban đầu, Gaku là người nghiêm túc, có phần vô cảm và rất khó chịu với kẻ vừa đến đã làm đội trưởng lại còn làm màu như Kakeru. Nhưng qua thời gian, anh dần cởi mở với mọi người, và đặc biệt thân thiết với Kakeru. Anh cũng giúp Kakeru rất nhiều trong việc trở thành đội trưởng thực thụ. Chính anh đặt ra việc Gaoranger gọi nhau bằng màu sắc chứ không phải tên riêng. Và từ khi có GaoEagle là chiến hữu, anh đã nói ''không'' với thịt gia cầm. Sau khi tiêu diệt Senki, anh trở lại Không quân.
- Vũ khí: Thú Hoàng Kiếm, EagleSword
- Power Animal: GaoEagle, GaoBear, GaoPolar
- Gao Blue - Samezu Kai (鮫津 海 (Giao Tân Hải)?)

Một cậu thanh niên 19 tuổi, sống ở vùng biển trước khi được GaoShark chọn làm GaoBlue. Kai luôn tràn đầy nhiệt huyết, dù đôi khi bồng bột và liều lĩnh, hay nói ''Never give up'' để thể hiện quyết tâm. Trong đội, cậu rất thân với Ushigome Soutarou (GaoBlack). Sau khi tiêu diệt Senki, cậu cùng Soutarou làm việc tại một trang trại để có vốn mở cửa hàng.
- Vũ khí: Thú Hoàng Kiếm, SharkCutter
- Power Animal: GaoShark, GaoGiraffle
- Gao Black - Ushigome Sōtarō (牛込 草太郎 (Ngưu Vu Thảo Thái Lang)?)

Một cựu đô vật Sumo phải giải nghệ sớm do chấn thương nặng, sau đó làm việc tại cửa hàng hoa trước khi được GaoBison chọn làm GaoBlack. Vì là cựu đô vật nên Soutarou là thành viên khỏe nhất nhưng cũng chậm chạp nhất. Dù bề ngoài mạnh mẽ, có phần thô kệch, Soutarou là người có trái tim nhân hậu và luôn quan tâm đến mọi người. Anh hay hô ''Dosukoi'' khi đẩy ngã đối thủ. Anh gia nhập trước Kakeru 2 tháng và suýt mất mạng khi đang đuổi theo Org nếu không có Kai cứu giúp. Anh còn có cảm tình với cô gái làm việc cùng anh ở cửa hàng hoa. Sau khi tiêu diệt Senki, anh và Kai cùng nhau thực hiện giấc mơ mở cửa hàng mang tên ''Chanko", và cô gái từng làm việc cùng anh ở cửa hàng hoa trước kia cũng trở thành bạn gái của anh.
- Vũ khí: Thú Hoàng Kiếm, BisonAxe
- Power Animal: GaoBison, GaoRhinos, GaoMadillo
- Gao White - Taiga Sae (大河 冴 (Đại Hà Nhạ)?)

Một nữ sinh trung học, từng là võ sinh tại võ đường của cha ở Kagoshima, rồi một mình lên Tokyo học tập trước khi được GaoTiger chọn làm GaoWhite. Cô là thành viên nữ duy nhất nhưng rất mạnh mẽ và có trái tim yêu thương mãnh liệt, luôn bên cạnh động viên đồng đội khi họ chán nản hay tuyệt vọng. Cha của Sae là võ sư rất mạnh mẽ và có tiếng tăm. Ông kịch liệt phản đối để Sae lên Tokyo, nhưng lại đổi ý khi thấy quyết tâm và sự trưởng thành của con gái, và nhận ra bản thân đã bao bọc cô quá mức. Sau trận chiến cuối cùng với Senki, cô trở về theo học tại Học viện võ thuật Tokyo.
- Vũ khí, Thú Hoàng Kiếm, TigerBaton
- Power Animal: GaoTiger, GaoElephant, GaoDeer
- Gao Silver - Ōgami Tsukamaro (大神 月麿 (Đại Thần Nguyệt Mi)?) - Shirogane

Thành viên của đội Chiến binh Gao 1000 năm trước, rất thân với Murasaki, được GaoGod coi là người bạn ngàn năm. Năm xưa, anh liều mình sử dụng Mặt nạ Sói đen để đánh bại Hyakkimaru. Dù Hyakkimaru bị tiêu diệt, nhưng tà khí từ chiếc mặt nạ chiếm lấy thể xác lẫn tâm trí và biến anh thành Rouki. Trước khi hoàn toàn trở thành Org, anh đã cầu xin các đồng đội phong ấn mình lại. 1000 năm sau, chúa tể Org Ura đã phá bỏ phong ấn, hồi sinh anh để lợi dụng cho mục đích của hắn ta. Với sức mạnh khủng khiếp cùng với việc bị sự thù hận của Rouki lấn át tâm trí, anh đã khiến Gaoranger khốn đốn với mục đích tiêu diệt họ và cướp toàn bộ Power Animal. Nhưng cũng nhờ Gaoranger mà anh đã được giải thoát khỏi Tà khí và tái sinh thành GaoSilver. Dù đã được giải thoát nhưng anh vẫn mặc cảm về bản thân từng là Org, từng gây ra nhiều tội ác, gián tiếp mang Tà khí ngàn năm đến thời đại này, cộng thệm khác biệt về thời đại và cách sống nên anh sống một mình và chỉ lên Thiên Đảo thổi sáo cho GaoDeer nghe mỗi buổi sáng cùng Tetomu, điều trước đây anh cũng từng làm với Murasaki. Sau khi tiêu diệt Senki, anh sống ẩn dật và chu du khắp nơi cùng các Power Animal của mình.
- Vũ khí: GaoHustleRod
- Power Animal: GaoWolf, GaoLigator, GaoHammerhead, hợp thể với nhau thành GaoHunter

### Nhân vật khác
- Gao Pháp sư Tetomu (テトム Tetomu?)

Người lắng nghe tiếng gọi của các Power Animal và hướng dẫn Gaoranger sử dụng sức mạnh để chiến đấu. Cô sống từ thời Heian, cùng thời với Shirogane. Cô hay cùng Shirogane lên Thiên Đảo hát cho GaoDeer nghe mỗi sáng. Cô rất vui vẻ, lạc quan nhưng cũng dễ tự ái và nổi nóng, nhất là khi bị so sánh với bà của mình - Gao Pháp sư Murasaki. Cô cũng nấu ăn rất ngon và từng bị chúa tể Org Ratsetsu bắt về nấu ăn cho hắn. Cô còn có trí nhớ siêu việt mà nhờ đó Gaoranger suýt tìm ra Ma Trận - hang động của Org trước khi Yabaiba cho san phẳng toàn bộ lối đi để che giấu.
- Gao Pháp sư Murasaki (ムラサキ Murasaki?)

Bà của Tetomu và là pháp sư của 1000 năm trước. Bà rất hiền dịu và ân cần với mọi người, đặc biệt là với Shirogane. Khi Shirogane bị biến thành Rouki và bị phong ấn, bà rất đau khổ và không nói gì về anh cho bất cứ ai sau đó, kể cả với Tetomu bà cũng chỉ nói là ''tên Org mang gương mặt sói''. Bà cũng từng hát cho GaoDeer nghe cùng Shirogane. Nhưng trong một lần Org bất ngờ tấn công và Shirogane không thể bảo vệ Murasaki, bà bị đám Org đánh trọng thương và mất giọng, khiến GaoDeer rất tức giận với Shirogane. Phải tận 1000 năm sau, với sự xin lỗi chân thành của Shirogane và tiếng hát của Tetomu, GaoDeers mới nguôi giận và cùng Gaoranger chiến đấu.
- Fuutaro

Một cậu bé bí ẩn hay xuất hiện giúp đỡ các Gaoranger những lúc cấp bách. Khi 4 chiến binh Gao bị giết và ở thế giới bên kia thì cũng chính Fuutaro đã giúp họ trở về thực tại bằng cách ráp những mảnh ghép truyền thuyết lại rồi gửi ý nguyện của mình tới Kakeru vào đó và giải phong ấn cho GaoFalcon - Power Animal mạnh mẽ đang ngủ yên bên trong ngọn núi lửa trên Thiên Đảo. Nhưng không ai lại nghĩ Fuutaro là GaoGod tái sinh. Fuutaro hiện nguyên hình thành GaoGod và mang toàn bộ Power Animal đi để kiểm tra sức mạnh và tinh thần của Gaoranger. Trong trận chiến với Senki, GaoGod một lần nữa bị đánh bại và hóa thân thành cát.

## Power Animal
Power Animal (パワーアニマル Pawā Animaru) là “Tinh linh của Trái Đất” với cơ thể và ngoại hình giống các loài động vật nhưng to gấp vạn lần và có thể hiểu tâm tư tình cảm của các chiến binh.
Có hàng trăm Power Animal nhưng chỉ số ít may mắn trở về được Thiên Đảo, còn lại bị mắc kẹt hoặc phải ẩn mình trên Trái Đất do hậu quả từ cuộc chiến 1000 năm trước. Sau này có một số Power Animal được Gaoranger tìm thấy và đưa về Thiên Đảo. Chúng lựa chọn các chiến binh để gửi gắm sức mạnh thông qua các Bảo thạch Gao. Chúng đáp xuống Trái Đất khi nghe giai điệu từ Thú Hoàng Kiếm và hợp thể thành các vị vua linh thú. Ngoài ra còn có các God Power Animal (ゴッドパワーアニマル Goddo Pawā Animaru)*  hợp thể thành GaoGod.
| STT | Tên                                              | Loài              |
| --- | ------------------------------------------------ | ----------------- |
| 1   | GaoLion (ガオライオン GaoRaion) [α]              | Sư tử             |
| 2   | GaoEagle (ガオイーグル GaoĪguru) [β]             | Đại bàng          |
| 3   | GaoShark (ガオシャーク GaoShāku) [γ]             | Cá mập            |
| 4   | GaoBison (ガオバイソン GaoBaison) [δ]            | Bò rừng bison     |
| 5   | GaoTiger (ガオタイガー GaoTaigā) [ε]             | Hổ trắng          |
| 6^  | GaoElephant (ガオエレファント GaoErefanto)       | Voi               |
| 7^  | GaoGiraffe (ガオジュラフ GaoJurafu)              | Hươu cao cổ       |
| 8^  | GaoBear (ガオベアー GaoBeā)                      | Gấu đen           |
| 9^  | GaoPolar (ガオポーラー GaoPōrā)                  | Gấu trắng Bắc Cực |
| 10^ | GaoGorilla (ガオゴリラ GaoGorira)                | Khỉ đột           |
| 11  | GaoWolf (ガオウルフ GaoUrufu) [η]                | Sói xám           |
| 12  | GaoLigator (ガオリゲーター Gaorigētā)            | Cá sấu            |
| 13  | GaoHammerhead (ガオハンマーヘッド GaoHanmāheddo) | Cá mập búa        |
| 14  | GaoRhinos (ガオライノス GaoRainosu)              | Tê giác           |
| 15  | GaoMadillo (ガオマジロ Gaomajiro)                | Tatu chín đai     |
| 16  | GaoDeers (ガオディアス GaoDiasu)                 | Nai               |
| 17  | GaoFalcon (ガオファルコン GaoFarukon)            | Chim ưng          |
| 18* | GaoLeon (ガオレオン GaoReon)                     | Sư Tử đen         |
| 19* | GaoCondor (ガオコンドル GaoKondoru)              | Kền Kền           |
| 20* | GaoSawshark (ガオソーシャーク GaoSōshāku)        | Cá mập kiếm       |
| 21* | GaoBuffalo (ガオバッファロー GaoBaffarō)         | Trâu rừng         |
| 22* | GaoJaguar (ガオジャガー GaoJagā)                 | Báo đốm           |
| 23  | GaoMouse (ガオマウス GaoMausu)                   | Chuột             |
| 24  | GaoStingray (ガオスティングレイ GaoSutinguri)    | Cá đuối gai độc   |
| 25  | GaoHorse (ガオホース GaoHōsu)                    | Ngựa              |
| 26  | GaoPeacock (ガオピーコック GaoPīkokku)           | Chim công         |
| 27  | GaoKong (ガオコング GaoKongu)                    | Khỉ Đột           |
| 28  | GaoPanda (ガオパンダ GaoPanda)                   | Gấu trúc          |

## Org
Quỷ tộc Org (鬼族オルグ Onizoku Orugu): dòng dõi ác quỷ sinh ra từ sự đau khổ, tiêu cực của con người. Chúng sinh ra từ năng lượng hắc ám dưới hang địa ngục gọi là Ma Trận và tấn công loài người nhằm biến Trái Đất thành hành tinh của Org.
Duke Org (デュークオルグ Dyūku Orugu): các Org dưới quyền và luôn bên cạnh chúa tể Org. Đặc điểm của chúng là có một cái sừng ở giữa đỉnh đầu. Những tên này thường chỉ tham chiến nếu Org gặp khó khăn hoặc thực thi mệnh lệnh của chúa tể khi tên Org đó đang mải đánh nhau với Gaoranger. Trong phim ngoài 2 Duke là TsueTsue và Yabaiba còn có các Duke khác là Rouki (sau này là GaoSilver), Propla, Kyurara và Dorodoro.
- Duke Org Yabaiba (デュークオルグ ヤバイバ Dyūku Orugu Yabaiba)
Org có hình dạng giống chú hề  và là cặp bài trùng với TsueTsue. Hắn được Gaoranger nhận xét là "Tuy yếu nhưng nếu hắn tham gia thì chúng ta không có cửa thắng''. Dù không mạnh về kỹ năng chiến đấu nhưng hắn có thừa sự lươn lẹo, không ít lần khiến các Gaoranger phải vất vả. Hắn rất trung thành và luôn muốn lập công để làm hài lòng các chúa tể, nhưng chẳng bao giờ thành công. Sau khi Senki bị tiêu diệt và Ma Trận sụp đổ, tưởng như hắn cùng TsueTsue đã bị vùi dưới đống đổ nát nhưng thật ra chúng vẫn còn sống và tiếp tay cho Jakanja bắt giữ Gaoranger, nhưng rồi các Gaoranger được nhóm Hurricanger giải cứu và hắn cùng TsueTsue thật sự bị tiêu diệt.
- Duke Org Tsuetsue (デュークオルグ ツエツエ Dyūku Orugu Tsuetsue)
Org hình người thường mặc một bộ đồ xanh nước biển và cầm một cây trượng chứa đậu ma để hồi sinh và phóng to các Org bị giết. Ả có vẻ được lòng các chúa tể hơn Yabaiba nhưng vẫn luôn sát cánh cùng hắn chiến đấu. Ả một mực trung thành với các chúa tể cùng lý tưởng bành trướng Org để cai trị Trái Đất. Ả từng chết một lần khi bị Ratsetsu đem ra thế mạng trước đòn kết liễu của Gaoranger, nhưng rồi được Yaibaiba hồi sinh cùng với các chúa tể nhưng sau này cũng bị Gaoranger cùng Hurricanger tiêu diệt một lần và mãi mãi.
Highness Duke Org (ハイネスデュークオルグ Hainesu Dūku Orugu): những tên chúa tể Org sinh ra từ nguồn năng lượng hắc ám mạnh mẽ bên trong Ma Trận. Chúng lắng nghe tiếng gọi của Org Master bên trong Ma Trận và ra lệnh cho các Org nhằm tiêu diệt Gaoranger và dọn đường cho tộc quỷ Org thống trị Trái Đất. Đáng sợ cả là chúng có thể kết hợp lại với nhau để tạo nên các vị Vua Org với sức mạnh hủy diệt. Đã có 2 tên Vua Org từng xuất hiện là Hyakkimaru và Senki.
- Highness Duke Org Shuten
Tên chúa tể đầu tiên xuất hiện trong series Gaoranger, mang tạo hình gồm rất nhiều con mắt trên cơ thể, tuyệt đối phục tùng và nghe theo tiếng gọi của Org Master. Hắn cũng là tên chúa tể vô cùng tàn bạo, chỉ coi các thuộc hạ Org của mình như công cụ để hắn hoàn thành mục đích. Nhưng đến khi hoàn toàn bị Gaoranger đánh bại, hắn hiểu ra số phận của hắn đã đi đến hồi kết và chấp nhận chết dưới tay tên chúa tể mới là Ura. Sau này hắn cũng được hồi sinh cùng với Tsuetsue và 2 tên chúa tể còn lại khi Yabaiba cố gắng hồi sinh Tsuetsue.
- Highness Duke Org Ura
Tên chúa tể thứ 2 xuất hiện sau khi Shuten bị Gaoranger đánh bại, mang tạo hình với đôi tai và chiếc mũi rất to. Ngay khi vừa sinh ra, hắn ngay lập tức giết chết Shuten đang trong cơn hấp hối nhằm đảm bảo quyền lực mới của mình. Hắn luôn tỏ ra lịch sự, nhã nhặn, nói chuyện từ tốn và không bao giờ hành hạ Tsuetsue và Yabaiba như Shuten trước kia. Thực tế, hắn là kẻ khôn ngoan và thâm độc nhất trong 3 tên chúa tể. Bằng cách nào đó mà hắn biết đến sự tồn tại của Rouki và Tà khí ngàn năm nên đã lên kế hoạch giải phong ấn và biến Rouki thành con cờ mạnh mẽ nhằm thực hiện âm mưu thật sự của hắn là chiếm lấy Tà khí ngằn năm để biến bản thân thành Org tối thượng. Kể cả khi Rouki được Gaoranger phá giải lời nguyền và trở về nhân dạng Shirogane hay sau đó là GaoSilver thì vẫn nằm trong kế hoạch của Ura, chứng tỏ hắn luôn đi trước Gaoranger một bước. Khi Tà khí ngàn năm tích tụ đủ hận thù và sức mạnh thì hắn liền hấp thụ Tà khí vào cơ thể, trở thành Org tối thượng và trực tiếp lấy mạng 4 chiến binh Gao. Nhưng sự khai sinh của GaoFalcon đã giúp 4 chiến binh Gao sống lại, tiêu diệt Tà khí ngàn năm một lần và mãi mãi và Ura cũng bị Gaoranger tiêu diệt. Sau này hắn cũng được hồi sinh và trở thành một phần của tên Vua Org Senki.
- Highness Duke Org Ratsetsu
Tên chúa tể thứ 3 sinh ra sau khi Ura bị tiêu diệt, là kẻ mạnh mẽ và tàn bạo nhất trong 3 tên chúa tể, mang tạo hình với rất nhiều cái miệng và có đến 2 giọng nói. Ngay khi vừa sinh ra, hắn đã thể hiện bản thân là kẻ rất háu ăn và muốn nuốt trọn toàn bộ nền văn minh nhân loại trên Trái Đất. Hắn có các Duke Org tay sai của riêng hắn là Propla, Kyurara và Dorodoro, và không bao giờ tin tưởng Tsuetsue và Yabaiba, thậm chí hành hạ bọn chúng thậm tệ, chỉ coi chúng là vật thế mạng cho hắn. Dù là Org nhưng Ratsetsu rất thích Tetomu bới cô...nấu ăn rất ngon, và muốn bắt cô làm đầu bếp riêng cho hắn. Cũng bằng cách nào đó mà Ratsetsu nhận ra sự tồn tại của GaoRock và Thiên Đảo, điều mà 2 tên chúa tể trước đó không làm được. Hắn từng rất gần chiến thắng khi phá hủy toàn bộ G-Phone khiến Gaoranger không thể biến thân và suýt đánh sập GaoRock. Nhưng ý chí mạnh mẽ của các Gaoranger, cùng với việc Tetomu kịp thoát khỏi GaoRock, đến Thiên Đảo thông báo cho các Power Animal kịp thời giúp đỡ đã lật ngược tình thế và Ratsetsu bị tiêu diệt. Sau này hắn cũng được hồi sinh cùng Tsuetsue và 2 tên chúa tể còn lại, và 3 tên bọn chúng, cùng trái tim Org do Tsuetsue tạo ra, đã cùng nhau kết hợp tạo thành Vua Org Senki.

## Diễn viên

### Diễn viên chính
- Kaneko Noboru (金子 昇): Shishi Kakeru / GaoRed
- Horie Kei (堀江 慶): Washio Gaku / GaoYellow
- Shibaki Takeru (柴木 丈瑠): Samezu Kai / GaoBlue
- Sakai Kazuyoshi (酒井 一圭): Soutarou Ushigome / GaoBlack
- Takeuchi Mio (竹内 実生): Sae Taiga / GaoWhite
- Tamayama Tetsuji (玉山 鉄二): Shirogane / GaoSilver; Rouki (voice ep 23)
- Arioka Daiki: Futaro
- Masuoka Hiroshi (増岡 弘): Narrator / GaoGod (voice)/Futaro (voice) (ep 39-40)
- Takemi (岳美): Tetomu / Murasaki
- Saito Rei: Tsuetsue / Onihime (voice)
- Sakaguchi Kōichi (坂口 候一): Yabaiba (voice)
- Takemoto Eiji (竹本 英史): Loki (voice) (eps 17-22; 26)
- Inada Tetsu (稲田 徹): Shuten (voice)
- Nishiwaki Tamotsu: Ura (voice)
- Nishikawa Hiromi (西川 宏美): Rasetsu (voice, Upper Mouth)
- Shibata Hidekatsu (柴田 秀勝): Rasetsu (voice, Lower Mouth)
- Gōri Daisuke: Senki (voice) (eps 50-51)

### Khách
- Ogata Bunkō: Turbine Org (voice) (1)
- Saitō Kaoru : Plugma Org (voice) (1)
- Iida Hiroshi : Wire Org (voice) (2)
- Kishi Yūji : Camera Org (voice) (3)
- Tanaka Ryōichi : Temple Bell Org (voice) (4)
- Shimada Bin : Tire Org (voice) (5)
- Uchida Sayuri : Saori Shimada (6)
- Yamagata Yukio : Ayanosuke Yajima (6) / Hades Org (voice) (Movie)
- Egawa Hisao : Wedding Dress Org (voice) (6)
- Ugaki Hidenari : Boat Org (voice) (7)
- Masutomi Nobutaka : Head doctor at Sakura Vet (8)
- Rukawa Atsuko : Misaki (8)
- Makotosui Tokuichi : Signal Org (voice) (8)
- Tsukui Kyōsei : Cell Phone Org (voice) (9)
- Matsumoto Dai : Bulldozer Org (voice) (10)
- Sekine Daigaku : Koshikai Taiga (11, 51)
- Yanada Kiyoyuki : Samurai Doll Org (voice) (11)
- Takato Yasuhiro : Copy Org (voice) (12)
- Tanaka Kazunari : Freezer Org (voice) (13)
- Shioya Kōzō : Vacuum Cleaner Org (voice) (15)
- Taumi Akiko : Elder Murasaki (16)
- Sakuma Rina : Young Tetomu (16)
- Kishino Yukio : Bus Org (voice) (17)
- Matsuno Taiki : Clock Org (voice) (18)
- Konno Keiko : Glasses Org (voice) (19)
- Kodama Taeko : Shi-chan (19, 51)
- Imamura Takahiro : Bike Org (voice) (20)
- Sakaguchi Daisuke : Human Body Specimen Org (voice) (21)
- Sakaguchi Tetsuo : Lawnmower Org (voice) (22)
- Umezu Hideyuki : Karaoke Org (voice) (25)
- Kawazu Yasuhiko : Vase Org (voice) (27)
- Arifuku Tadashi : Don Katayama (28)
- Tōchika Kōichi : Bowling Org (voice) (28)
- Sonobe Keiichi : Tombstone Org (voice) (29)
- Asukai Yutaka : Kyarara (voice) (32, 33)
- Ishikawa Hideo : Propla (voice) (32, 33)
- Suwa Tarō : Charcoal Grill Org (34)
- Kishino Kazuhiko : Blacksmith Org (voice) (35)
- Miyata Hironori : Magic Flute Org (voice) (36)
- Hayase Toshiyuki : Juggling Org (voice) (37)
- Imamura Naoki : Animal Tamer Org (voice) (38)
- Yanagi Naoki : Monitor Org (voice) (39)
- Noda Keiichi : Christmas Org (voice) (41)
- Masutani Yasunori : DoroDoro (voice) (42, 43)
- Tatsuta Naoki : New Year's Org (voice) (46)
- Kariya Masanobu : Steam Engine Org (voice) (47)
- Takeuchi Yasuhiro : Flight instructor A (51)
- Nakagawa Motokuni : Flight instructor B (51)
- Hachisuka Yūichi : Sae's sparring partner (51)
- Imai Yasuhiko : Imai (51)
- Kusaka Hideaki : Rancher (51)
- Fukuzawa Hirofumi : Dog owner - Male (51)
- Iizuka Shōzō : Rakushaasa (voice) (Gaoranger VS Super Sentai)
- Ōsawa Mikio : Kaito (Movie)
- Satō Yasue : Princess Iriya (Movie)
- Mizuki Ichirou : Poseidon Org (voice) (Movie)
- Miyake Kenta : Zeus Org (voice) (Movie)

## Bài hát
Đầu
"Gaoranger Hoero!!" (ガオレンジャー吼えろ!! Gaorenjā Hoero!!, Gaoranger gầm vang)
- Lời:Kuwabara Nagae
- Sáng tác và cải biên: Nakagawa Kōtarō
- Thể hiện: Yamagata Yukio

Cuối
"Healing' You" (ヒーリン’ユー Hīrin' Yū)
- Lời: Nagae Kuwabara
- Sáng tác và cải biên: Oku Keiichi
- Thể hiện: Salia

Kết thúc
"Ōzora e no Kaidan" (大空への階段 Nấc thang lên trời cao)
- Lời: Suzaki Chieko (洲崎 千恵子?)
- Sáng tác và cải biên: Kameyama Kōichirō
- Thể hiện: Gaoranger

Nhạc nền
- "Hyakujuu Gattai! GaoKing" (百獣合体!ガオキング Hyakujū Gattai! Gaokingu?) thể hiện bởi Ichiro Mizuki
- "white light ~GaoWhite Sae's Theme~" (ｗｈｉｔｅ　ｌｉｇｈｔ ~ガオホワイト 冴のテーマ~ howaito raito ~Gaohowaito Sae no Tēmu~?) thể hiện bởi Horie Mitsuko
- "Dynamic Soul!!" thể hiện bởi Kageyama Hironobu
- "Samba de Gaoren" (サンバ ｄｅ ガオレン Sanba de Gaoren?) thể hiện bởi Mizuki Ichiro với các Gaoranger
- "HOT! HOT! GaoMuscle!!" (ＨＯＴ！ＨＯＴ！ガオマッスル!! Hotto! Hotto! Gaomassuru!!?) thể hiện bởi Yamagata Yukio
- "a lone wolf ~The Silver Warrior~" (ａ　ｌｏｎｅ　ｗｏｌｆ ~銀の戦士~ a rōn urufu ~Gin no Senshi~?) thể hiện bởi Kushida Akira
- "I.D. ~GaoHunter Requiem~" (Ｉ．Ｄ． ~ガオハンター レクイエム~ Ai Dī ~Gaohantā Rekuiemu~?) thể hiện bởi Imai Kiyotaka
- "Investigation of Echoes" (響の調べ Hibiki no Shirabe?) thể hiện bởi Tetomu (Takemi)
- "Bonds ~Spirit of Gaoranger~" (絆 ~Ｓｐｉｒｉｔ　ｏｆ　Ｇａｏｒａｎｇｅｒ~ Kizuna ~Supirito obu Gaorenjā~?) thể hiện bởi Yamagata Yukio & Salia
- "EYES OF JUSTICE" thể hiện bởi MoJo
- "Keep Falling…" (堕ちて行け… Ochite Yuke…?) thể hiện bởi TsueTsue (Saito Rei)